# Кампилья-деи-Беричи
Кампилья-деи-Беричи (итал. Campiglia dei Berici) — коммуна в Италии, располагается в провинции Виченца области Венето.
Население составляет 1741 человек, плотность населения составляет 174 чел./км². Занимает площадь 10 км². Почтовый индекс — 36020. Телефонный код — 0444.
Покровителем коммуны почитается святой апостол Пётр, празднование 29 июня.